# Pointe du Vieux-Fort (Sainte-Rose, Guadeloupe)
Ne doit pas être confondu avec Phare de la pointe du Vieux-Fort ou Pointe du Vieux-Fort.
La Pointe du Vieux-Fort est un cap de Guadeloupe située à l'extrémité est de la plage du Vieux-Fort.

## Géographie

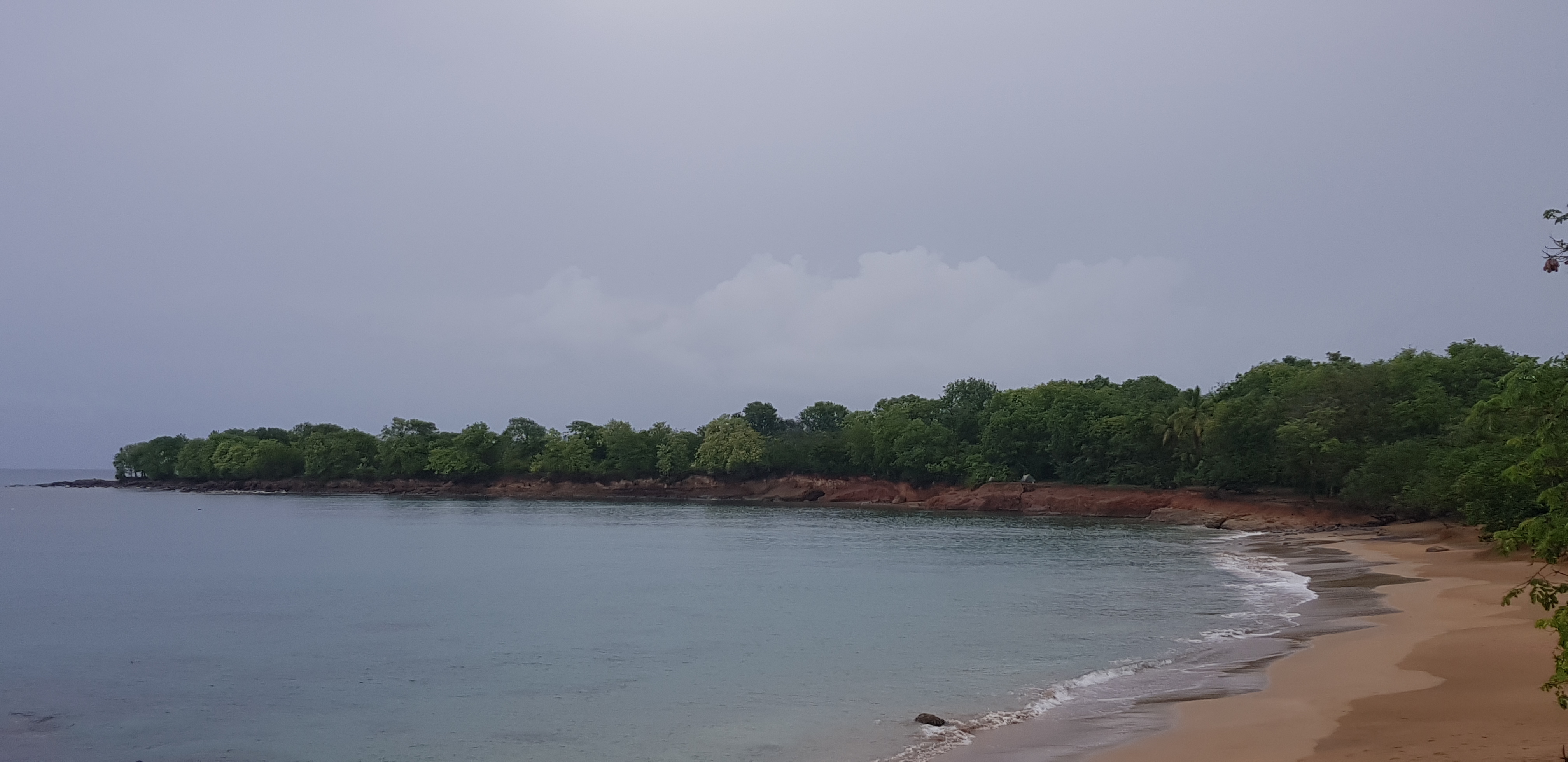
La pointe des îles

La pointe du Vieux-Fort forme la limite est de l'Anse du Vieux-Port qui comprend, d'est en ouest, les plages de Vieux-Fort, Clugny et Anse des Îles, jusqu'à la pointe des Îles.